# جين إيفانز (رسامة)
جين إيفانز (بالإنجليزية: Jane Evans)‏ هي رسامة نيوزيلندية، ولدت في 31 ديسمبر 1946 في نيلسون في نيوزيلندا، وتوفي بنفس المكان في 8 يونيو 2012.